# Alkeyevsky (distrito)
Alkeyevsky é um distrito do Tartaristão, uma das repúblicas da Rússia.